# Taenaris laretta
Taenaris laretta är en fjärilsart som beskrevs av Hans Fruhstorfer 1904. Taenaris laretta ingår i släktet Taenaris och familjen praktfjärilar. Inga underarter finns listade i Catalogue of Life.